# Poa stiriaca
Poa stiriaca är en gräsart som beskrevs av Karl Fritsch och August von Hayek. Poa stiriaca ingår i släktet gröen, och familjen gräs. Inga underarter finns listade i Catalogue of Life.